# Ilovik
Otok Ilovik är en ö i Kroatien.   Den ligger i länet Gorski kotar, i den sydvästra delen av landet, 190 km sydväst om huvudstaden Zagreb. Arean är 5,8 kvadratkilometer.
Terrängen på Otok Ilovik är platt. Öns högsta punkt är 83 meter över havet. Den sträcker sig 2,7 kilometer i nord-sydlig riktning, och 4,0 kilometer i öst-västlig riktning.